# Моноцикл
Моноцикл је превозно средство са једним точком, слично бициклу, које се креће уз помоћ људског погона. Првобитно се моноцикл користио при извођењу циркуских тачака, али су људи касније почели да га користе као превозно средство.

## Историја
Идеја за креирање моноцикла се појављује крајем 19. века. Када би особе користиле бицикл са високим точком при великим брзинама би се често мањи точак одвајао од земље и корисници би возили бицикл на једном точку. Прве слике моноцикла које су пронађене потичу са краја деветнаестог века, те се због тога сматра да моноцикл потиче из тога времена.

## Конструкција
У зависности од употребе конструкција моноцикла може бити прилагођена, али и поред тога моноцикл се састоји од малог броја делова:
- точак,
- зупчаник,
- педале,
- рам (у облику виљушке),
- држач седишта и
- седиште.[3]

Точак моноцикла је сличан точку бицикла, али је прилагођен како би се уклопио у рам моноцикла. Педале су директно повезане са зупчаником, те се тако са сваким окретањем педале врши и окретај точка. Седиште је својим држачем повезано са рамом, и његова висина се може подешавати померањем држача нагоре, односно надоле.

## Брзина
Педале типичног моноцикла су директо повезане са точком, што значи да за разлику од бицкла, код моноцикла није могућа промена брзина тј. степена преноса. То такође значи да је величина точка пресудна када је брзина у питању.
| Величина точка | Просечна брзина | Највећа брзина |
| -------------- | --------------- | -------------- |
| 51 cm          | 8 km/h          | 14 km/h        |
| 61 cm          | 11 km/h         | 19 km/h        |
| 74 cm          | 16 km/h         | 27 km/h        |
| 91 cm          | 18 km/h         | 45 km/h        |